# Simone Facey
Simone Facey (* 7. Mai 1985 im Manchester Parish) ist eine ehemalige jamaikanische Sprinterin. Ihre Cousine Shashalee Forbes ist ebenfalls als Sprinterin aktiv.

## Sportliche Laufbahn
Bei den Leichtathletik-Weltmeisterschaften der Junioren 2002 in Kingston gewann sie über 100 Meter die Silbermedaille in 11,43 s und mit der jamaikanischen 4-mal-100-Meter-Staffel die Goldmedaille.
Ihren ersten großen Erfolg feierte sie mit dem Gewinn der Silbermedaille in der 4-mal-100-Meter-Staffel bei den Weltmeisterschaften 2007 in Osaka. Zwei Jahre später gewann sie mit der Staffel Jamaikas in der Besetzung Simone Facey, Shelly-Ann Fraser, Aleen Bailey und Kerron Stewart den Weltmeistertitel. Bei den Weltmeisterschaften in Berlin trat sie daneben noch im 200-Meter-Lauf an und wurde in 22,80 s Sechste.
Simone Facey hat bei einer Körpergröße von 1,62 m ein Wettkampfgewicht von 53 kg. Sie studierte Betriebswirtschaftslehre an der Texas A&M University.

## Bestleistungen
- 100 m: 10,95 s, 18. Mai 2008, Boulder
- 200 m: 22,25 s, 29. Juni 2008, Kingston
- 60 m (Halle): 7,23 s, 1. März 2008, Lincoln